# Constanța (Schiff, 1931)
Die NMS Constanța war ein 1931 gebautes U-Boot-Begleitschiff der rumänischen Marine und war eines der ersten U-Boot-Begleitschiffe, die eigens für diesen Zweck gebaut wurden. 1944 beschlagnahmte die Sowjetunion das Schiff und nutzte es zunächst unter dem Namen Bug, später als PKZ-87, bis es 1977 abgewrackt wurde. Namensgeber war die gleichnamige rumänische Hafenstadt Constanța.

## Bau und technische Daten
Die Vergrößerung der rumänischen Staatsgebietes mit Ausweitung der Küstengewässer nach dem Ersten Weltkrieg erforderte größere Marinestreitkräfte als noch vor dem Krieg. Im Marinebauprogramm des Jahres 1927 orderte die rumänische Regierung bei italienischen Werften zwei Zerstörer (Regele Ferdinand und Regina Maria), ein U-Boot (Delfinul) und ein U-Boot-Begleitschiff.
Das Schiff wurde in Italien auf der Werft „Cantiere Navale di Quarnaro“ in Fiume, dem heutigen Rijeka im Sommer 1927 auf Kiel gelegt. Der Stapellauf fand am 3. November 1929 unter dem Namen Constanța statt, die Fertigstellung und Ablieferung an die rumänische Marine erfolgte am 11. Mai 1931. Am 8. Juni 1931 wurde in Fiume die rumänische Flagge erstmals auf dem Schiff gehisst.
Ihre Länge betrug 77,70 Meter, sie war 11,20 Meter breit und wies einen Tiefgang von 4,00 Metern auf. Die Konstruktionsverdrängung betrug 1.350 Tonnen, die maximale 2.200 Tonnen. Der Antrieb bestand aus zwei Dieselmotoren, deren Leistung 2000 PSi betrug. Diese wirkte auf zwei Schrauben, das Schiff erreichte eine Geschwindigkeit von 13,0 Knoten und hatte eine Reichweite von 10.000 Seemeilen. Die Besatzung bestand aus 136 Offizieren und Mannschaften.
Bei Ablieferung bestand die Bewaffnung aus zwei 10,2-cm-Geschützen sowie zwei 4,0-cm-Flak. Noch vor dem Kriegseintritt von Rumänien auf Seiten der Achsenmächte im Frühjahr 1941 wurde diese Bewaffnung an den Minenleger Amiral Murgescu abgegeben. Als Ersatz erhielt die Constanța zwei alte 7,6-cm-Geschütze, zwei 2,0-cm-Oerlikon-Flak und vier 13-mm-Hotchkiss-Maschinengewehre.

## RumänischeConstanța
Ursprünglich sollte die Constanța zusammen mit dem ebenfalls neuen rumänischen U-Boot Delfinul von der Werft in Italien nach Konstanza fahren, doch da sich die Ablieferung der Delfinul verzögerte, verließ die Constanța am 15. Juni 1931 alleine Fiume und erreichte Konstanza am 20. Juni 1931. Im Oktober fuhr sie erneut nach Fiume, um die Besatzung der Delfinul für die Übernahme des Bootes zur Werft zu bringen. Doch das U-Boot war immer noch nicht fertig, so dass die Constanța wieder alleine zurückkehrte.
Das letzte Mal fuhr die Constanța am 7. Februar 1936 nach Fiume und geleitete endlich das neue U-Boot nach Rumänien. Ab Ende des Jahres war die Constanța wieder mit der Delfinul unterwegs: Im Dezember 1936 und im Juni 1937 begleitete sie das U-Boot auf ihren Auslandsreisen nach Istanbul. Zum 1. April 1932 wurde die Constanța zusätzlich als Schulschiff zur Kadettenausbildung genutzt.
Seit Juni 1940 wurde die Constanța der neuen „U-Boot- und Schnellboot-Gruppe“ der rumänischen Marine zugewiesen und diente der Delfinul wie den Schnellbooten Viscolul, Vijelia and Viforul als gemeinsames Begleitschiff. Mit Beginn des Deutsch-Sowjetischen Krieges im Juni 1941 war die Constanța weiterhin das Flaggschiff der „U-Boot- und Schnellboot-Gruppe“ – eine der wenigen Flotteneinheiten, die für Offensivtätigkeiten geeignet waren.
Für die Constanța begannen die militärischen Auseinandersetzungen kurz vor Beginn des Unternehmens Barbarossa, dem deutschen Überfall auf die Sowjetunion. Zwischen dem 13. und 18. Juni 1941 war sie ein Teil der Unterstützungskräfte für die rumänischen Minenleger, die an der Küste vor Konstanza Minensperren legten. Nur kurze Zeit später, am 3. August, schoss die Constanța ein feindliches Flugzeug ab. Im Mai und Juni 1942 nahm sie an Landungsübungen und zusammen mit dem Minenleger Amiral Murgescu sowie dem Hilfsminenleger Dacia an gemeinsamen Manövern teil. Die nächsten Informationen zum Schiff liegen erst für den Zeitpunkt der rumänischen Kapitulation und dem Seitenwechsel zu den Alliierten vor.

## SowjetischeBugundPKZ-87
Im August 1944 hatten sowjetische Truppen weite Gebiete zurückerobert, und am 23. August 1944 fand in Rumänien der Staatsstreich statt, infolge dessen Rumänien vor der Sowjetunion kapitulierte und die ersten sowjetischen Marineeinheiten Konstanza am 30. August erreichten. Am 5. September enterten sowjetische Truppen die im Hafen liegenden Schiffe, internierten die Besatzungen im Gebäude der Marinestation und beschlagnahmten alle Schiffe.
Zusammen mit den Zerstörern Ferdinand Regele, Regina Maria, Mărăști, Mărășești und anderen Schiffen verließ die Constanța am 12. Oktober den Hafen von Konstanza. Die Schiffe wurden der sowjetischen Schwarzmeerflotte eingegliedert. Einige Schiffe wurden später an Rumänien zurückgegeben, die Constanța jedoch nicht. Sie erhielt den Namen Bug, später nur noch die Kennung PKZ-87 und verblieb bis zum Abwracken im Jahr 1977 bei der Flotte in Sewastopol stationiert. Über die Nutzung liegen jedoch keine Angaben vor.